# Konopiská
Konopiská este o arie protejată (arie specială de conservare — SAC, sit de importanță comunitară — SCI) din Slovacia întinsă pe o suprafață de 8,42 ha, integral pe uscat.

## Localizare
Centrul sitului Konopiská este situat la coordonatele 47°56′45″N 17°34′10″E / 47.945906°N 17.569462°E.

## Înființare
Situl Konopiská a fost declarat sit de importanță comunitară în aprilie 2004 pentru a proteja 3 specii de animale. Situl a fost protejat și ca arie specială de conservare în martie 2004.

## Biodiversitate
Situată în ecoregiunea panonică, aria protejată conține 3 habitate naturale: Ape puternic oligomezotrofe cu vegetație bentonică cu Chara spp., Mlaștini alcaline, Lacuri eutrofice naturale cu vegetație de tip Magnopotamion sau Hydrocharition.
La baza desemnării sitului se află mai multe specii protejate de  pești (3): țipar (Misgurnus fossilis), boarță (Rhodeus sericeus amarus), țigănuș (Umbra krameri).
Pe lângă speciile protejate, pe teritoriul sitului au mai fost identificate 1 specie de mamifere, 1 specie de pești.